# 第2次リーフ戦争
第2次リーフ戦争（The second Rif War、Rif War of 1909）はスペイン・モロッコ戦争と呼ばれる一連の紛争の一つで、スペイン王国とリーフ地方ベルベル人（リーフ族が多数）の間で行われた戦争。

## 発端
1898年の米西戦争で敗れた後、スペイン王国は北アフリカでの支配を拡大することによって失われた威信を取り戻そうと試みた。スペイン王国はモロッコのスルタン、アブドゥル・アズィーズや反スペインの部族を他所に、メリリャ近郊で鉱山を開拓する権利を地元部族の長と結んで採掘を開始した。結果、1908年8月8日に鉱山は反スペイン勢力に属するリーフ族によって攻撃され、スペインに協力した部族の長は刑務所に送られて死亡した。事態を知ったマリナ将軍（スペイン駐屯軍の指揮官）はリーフ族を鎮圧する為の増援を本国に要求したが、スペイン政府は事態を軽んじて援軍要請を無視した。
1909年7月9日、二度目の襲撃が開始されると今度は殖民用の鉄道に勤務する6人のスペイン人が殺された。

## スペイン軍の敗北
自国民が死んだ事で漸く重い腰を上げたスペイン政府は、アントーニオ首相の命令によって新たに召集された兵士を派遣した。駐屯軍は5,000人から22,000人へと大幅に増強されたが、スペイン軍は数の面でリーフ兵を大幅に上回る一方で士気や錬度に欠け、また現地の地図など初歩的な準備を行っていなかった。
翌日、スペイン軍はメリリャ近郊でリーフ族の強襲を受けた。マリーナ将軍はカブレラ大佐を指揮官に軍を派遣したが、彼らは夕暮れの中、道に迷って目的地に辿り着けなかった。朝になって漸く目的地と全く違う場所にいるのに気付いたが、そこで彼らは高所に隠れていたリーフ族の伏兵から発砲を受けた。スペイン軍のうち、230人の兵士が負傷、26名の兵士が戦死、また指揮官のカブレラも戦死した。
移動中のスペイン軍はロボ渓谷でリーフ族の伏兵に再び敗北した。この奇襲では分隊を率いていた将軍1名と153名の兵士が死に、600名が負傷した。

## 終結
リーフ族に攻撃を行えないままに損害が増え続け、最終的にスペイン軍は全ての攻撃を一端中止せざるを得なくなった。政府は本国から更に増援を派遣して35,000人に増援され、加えて重砲までもがスペイン本国から持ち込まれた。
8月末、スペイン軍は大攻勢を開始し翌年の1月までにはどうにか反乱を鎮圧した。しかしこれは2517名の新たな犠牲者と引き換えになった。